# Pfarrkirche Baden-St. Christoph

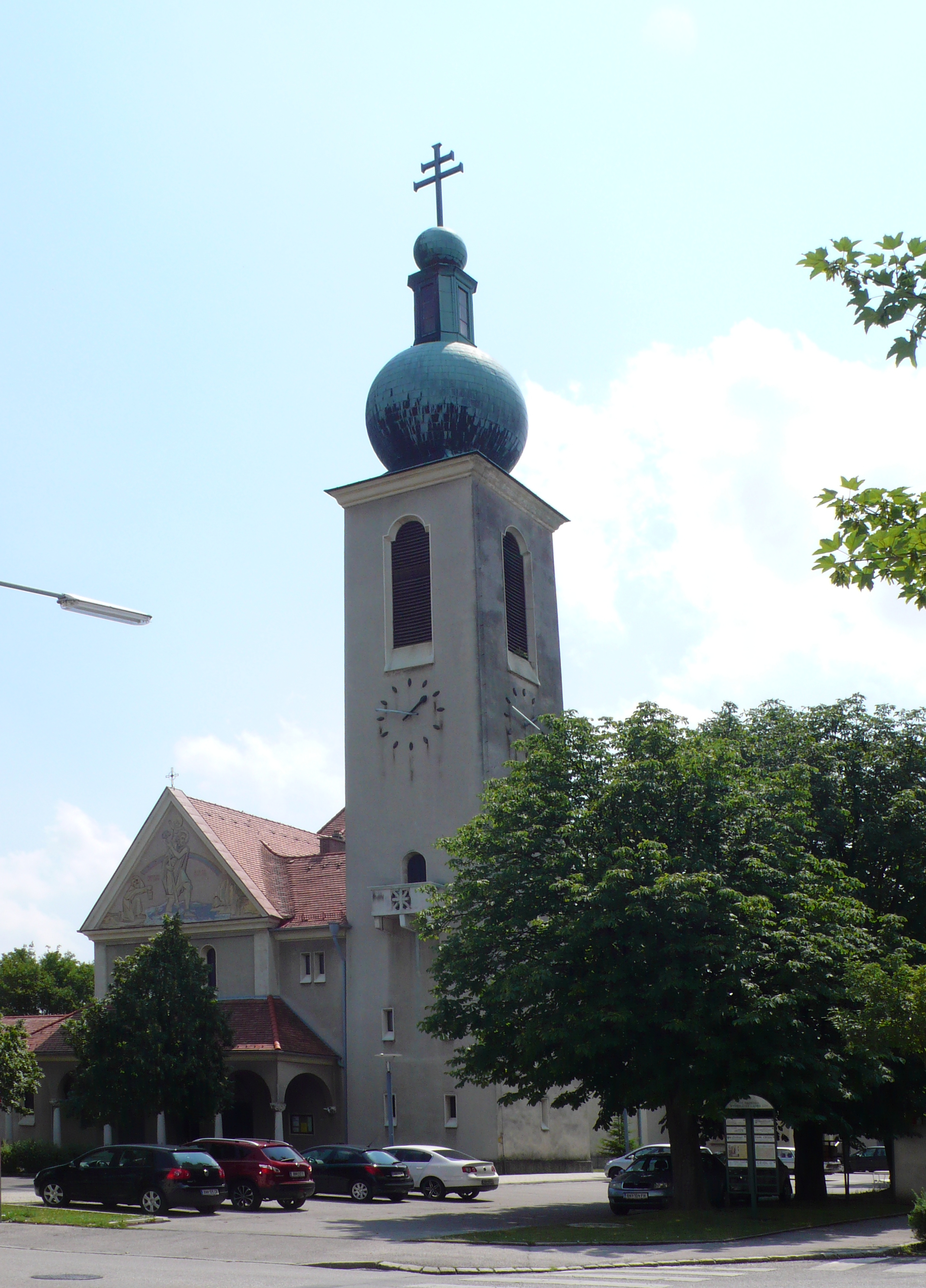
Pfarrkirche hl. Christoph in Baden

Die römisch-katholische Pfarrkirche Baden-St. Christoph steht im Stadtteil Weikersdorf in der Stadtgemeinde Baden bei Wien in Niederösterreich. Die Pfarrkirche hl. Christoph gehört zum Dekanat Baden in der Erzdiözese Wien. Die Pfarrkirche steht unter Denkmalschutz.

## Geschichte
Der Kirchenbau-Verein der Ortsgemeinde Weikersdorf bei Baden in Niederösterreich konstituierte sich am 9. März 1890. Der Zweck des Vereins war, die Mittel zur Erbauung einer katholischen Pfarrkirche für die Ortsgemeinde Weikersdorf bei Baden und deren innere Einrichtung und Ausstattung aufzubringen und die Kirche samt einer Seelsorger-Wohnung zu erbauen.
Die Kirche wurde als zweite Pfarrkirche Badens von 1955 bis 1957 (in dem 1912 an Baden gekommenen Ortsteil Weikersdorf) nach den Plänen des Architekten Hans Petermair (1904–1984) erbaut. Nach der Grundsteinlegung 1955 erfolgte 1957 die Weihe sowie die Übernahme der Pfarrrechte von St. Helena.
1973 wurde das Kircheninnere restauriert, die Werktagskapelle 1978 umgestaltet.

## Architektur
Kirchenäußeres
Die Kirche hat ein mächtiges gestrecktes achteckiges Langhaus mit einer nördlichen Vorhalle und einem südlichen Chor unter einem Satteldach und Walmdächern mit gestuften Firsthöhen. Der Nordhalle wurde ein fünfachsiger Arkadengang unter einem abgewalmten Pultdach auf Rundsäulen mit skulpturierten Würfelkapitellen bzw. Konsolen mit symbolischen Tiergestalten vom Bildhauer Franz Barwig der Jüngere (1957) vorgelegt. Der hohe quadratische Turm im Nordwesten mit hohen rundbogigen Schallfenstern und einem Zwiebelhelm ist mit einem schmalen Übergangsjoch mit der Nordhalle verbunden. Die Werktagskapelle im Nordosten südlich an die Vorhalle anschließend steht unter einem Halbwalmdach. Im Giebelfeld der Vorhalle ist ein Sgraffito hl. Christophorus vom Maler Sepp Zöchling (1957). Über den drei Portalen der Vorhalle sind Reliefs des Christus Pantokrator flankiert von zwei Engeln vom Bildhauer Franz Xaver Ölzant (1957).

## Orgel

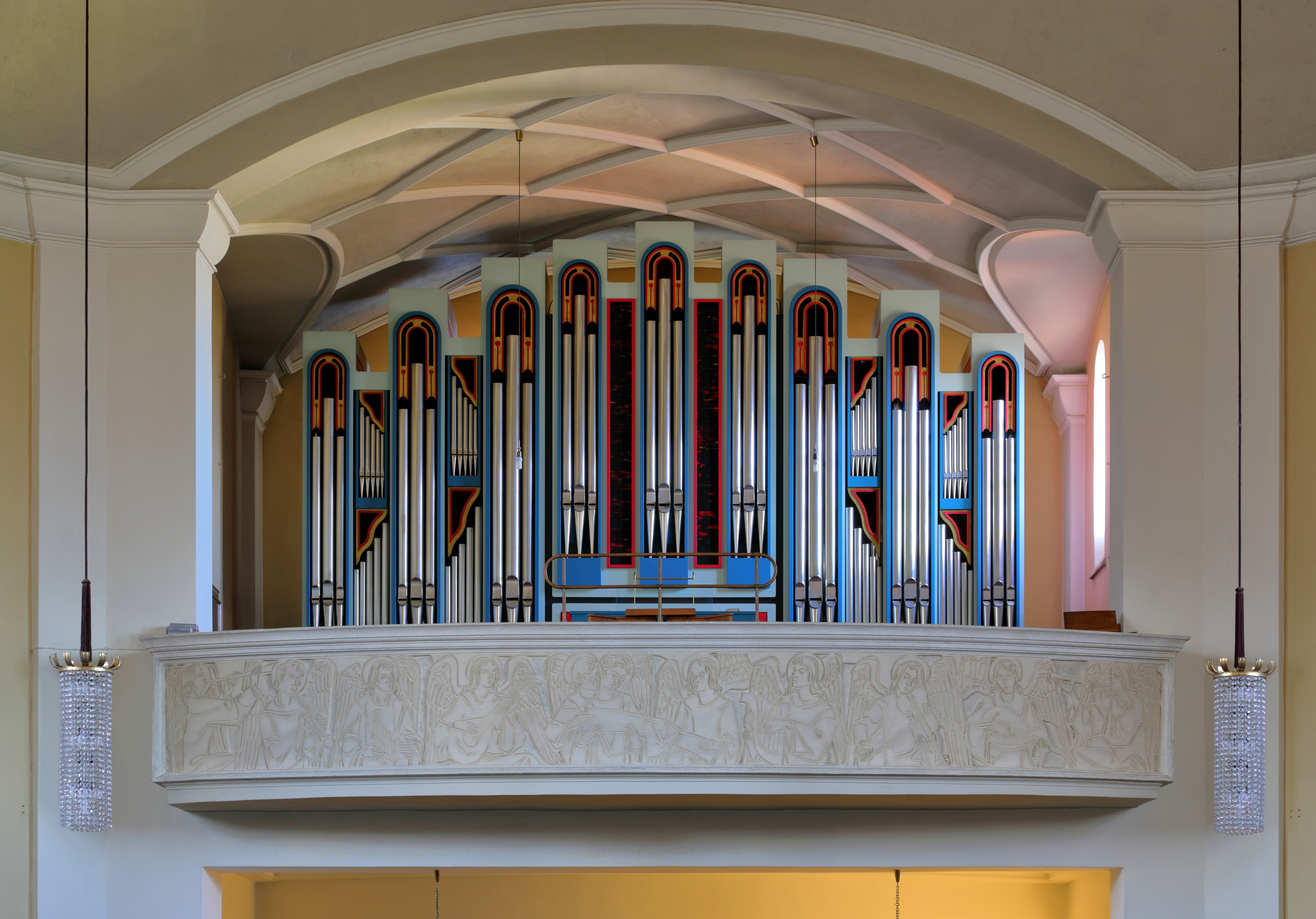
Orgel der Pfarrkirche

Ursprünglich wurde als Provisorium 1960 eine aus dem Jahr 1905 stammende Orgel aufgestellt. Weil diese irreparabel wurde, beschloss man 1992 eine neue Orgel anzuschaffen. Das 1997 zum 40-jährigen Pfarrjubiläum in Betrieb genommene Instrument (1319 Pfeifen; Gesamtgewicht ca. 3900 kg) wurde von Rieger Orgelbau hergestellt. Sie hat zwei Manuale, ein Pedal und 21 Register mit einem Tonumfang von C - g3 / C - f1.